# Cussy
Cussy település Franciaországban, Calvados megyében. Lakosainak száma 170 fő (2022. január 1.). Cussy Barbeville, Cottun, Tour-en-Bessin és Vaucelles községekkel határos.

## Népesség
A település népességének változása:
| Lakosok száma | 103  | 177  | 173  | 132  | 164  | 177  | 186  | 190  | 183  | 170  |
|               | 1968 | 1982 | 1990 | 2006 | 2013 | 2015 | 2017 | 2019 | 2020 | 2022 |